# Короев, Алан Витальевич
Алан Витальевич Короев (19 апреля 1998, Ардон, Северная Осетия, Россия) — российский футболист, нападающий.

## Карьера
В футбол начал играть на родине. Некоторое время выступал за юношеские команды ЦСКА и «Краснодара». На профессиональном уровне дебютировал в клубе второго дивизиона «Коломна». В сезоне 2017/2018 пробовал свои силы в выступающем в чемпионате Крыма «Севастополе».
Зимой 2020 года подписал контракт с лидером Первого дивизиона Армении «Уэст Арменией». Однако уже через месяц покинул расположение команды, сыграв один матч. В марте пополнил состав белорусского коллектива Высшей лиги «Слуцк». Дебютировал в поединке второго тура против клуба «Динамо-Брест» (0:1) — вышел на замену на 68-й минуте вместо нигерийца Мухаммеда Умара. В октябре перешёл в клуб российской ПФЛ «Красный». Затем вместе с другим осетинским футболистом Радионом Чибиевым играл за киргизский «Нур-Баткен». В 2023 году, подписав контракт с АФК "Уттара" из Бангладеш, Короев лишился своего паспорта: в первый день нахождения в команде представители клуба забрали документ для оформления рабочей визы и не вернули футболисту, которому не выплачивалась зарплата.